# Burg Haltenberg
Die Burg Haltenberg ist die Ruine einer Höhenburg auf dem Steilufer des Lech zwischen Scheuring und Kaufering im Landkreis Landsberg am Lech in Oberbayern. Die Anlage ist heute die einzige Burgruine am gesamten Lechrain zwischen Donauwörth und Füssen. Die Anlage ist unter der Aktennummer D-1-81-138-7 als denkmalgeschütztes Baudenkmal von Haltenberg verzeichnet. Ebenso wird sie als Bodendenkmal unter der Aktennummer D-1-7831-0048 im Bayernatlas als „untertägige mittelalterliche und frühneuzeitliche Befunde im Bereich von Burgruine Haltenberg mit zugehörigem Wirtschaftshof im Vorburgbereich und barocken Gartenanlagen“ geführt.

## Geschichte

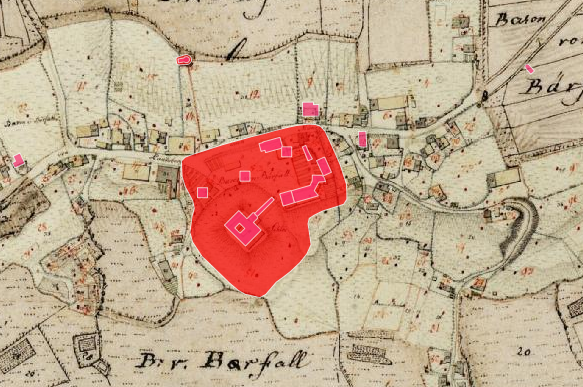
Lageplan von Schloss Greifenberg (Landsberg) auf dem Urkataster von Bayern

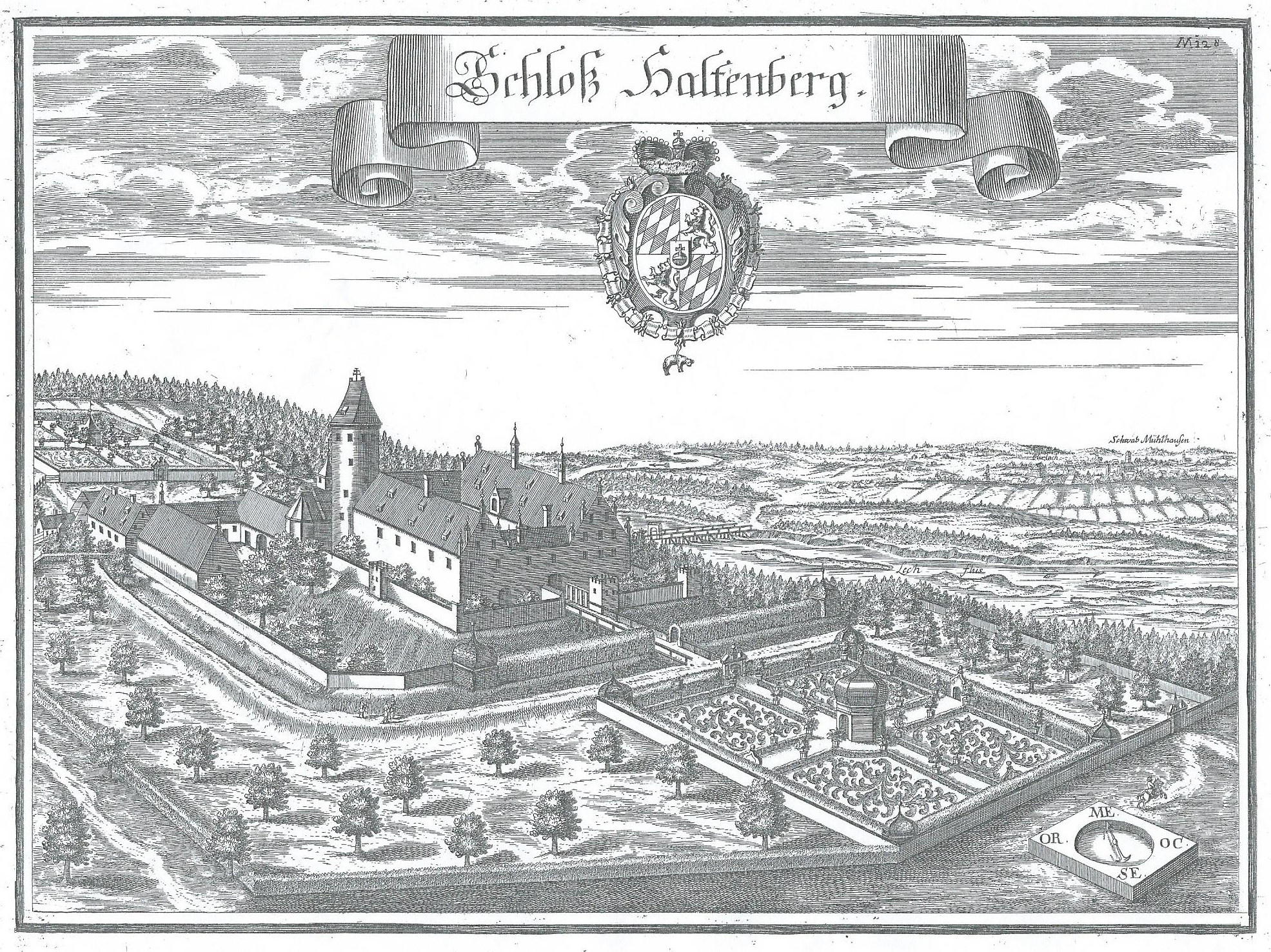
Burg Haltenberg um ca. 1695–1700 nach einem Kupferstich von Michael Wening. Am Horizont ist rechts im Bild die Lage des Dorfs Schwabmühlhausen angedeutet.

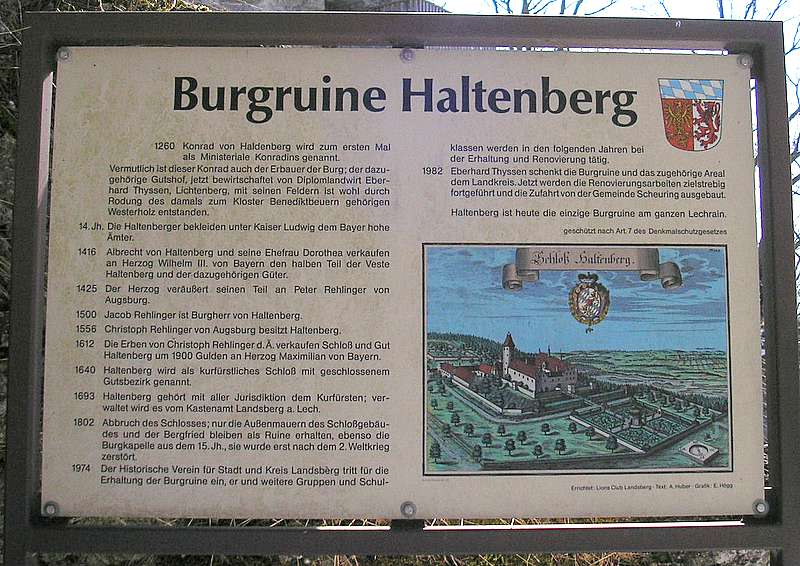
Infotafel am Burgeingang

Erst 1260 erscheint ein Konrad von Haltenberg als Dienstmann des letzten Staufers Konradin in einer Urkunde. Später dienten Angehörige dieser Familie auch den Herzögen von Bayern.
Anfang des 15. Jahrhunderts erwarb der Herzog eine Burghälfte, die er 1425 an den Augsburger Patrizier Peter Rehlinger weiterverkaufte.
Die Rehlinger erwarben in der Folge die ganze Burg, die bis ins frühe 17. Jahrhundert im Besitz des Geschlechtes blieb.
1612 kaufte schließlich der spätere Kurfürst Maximilian I. die Anlage, die danach zum Jagdschloss umgebaut wurde. Die nahen Lechauen waren besonders für die „Reiherbeize“, also die Falkenjagd auf Fischreiher geeignet. Auch das nahe „Westerholz“ bot ergiebige Jagdgründe für die Münchner Hofgesellschaft, die auf dem Kurfürstenweg hierher gelangte.
Die Zeit der großen Hofjagden ging allerdings mit dem 18. Jahrhundert zu Ende. Das nun entbehrlich gewordene Jagdschloss wurde weitgehend abgerissen. Bis heute erhalten und bewirtschaftet ist allerdings der ehemalige Wirtschaftshof in der Vorburg. Das Burggelände war seit dem 19. Jahrhundert im Besitz der Herren von Thyssen.
1982 konnte der Landkreis Landsberg am Lech die Hauptburg von den Eigentümern erwerben und begann mit der Sanierung der Anlage. Die verbliebene Substanz wurde gesichert und der Bergfried als Aussichtsturm zugänglich gemacht. Hierbei wurde auch der Turmabschluss aufgemauert und überdacht. Bis zur Sanierung befand sich die Ruine in einem völlig verwahrlosten Zustand. In den großen Bergfried war ein undichtes Wasserreservoir eingebaut, dessen auslaufender Inhalt im Winter beträchtliche Frostschäden verursachte.

## Baubeschreibung

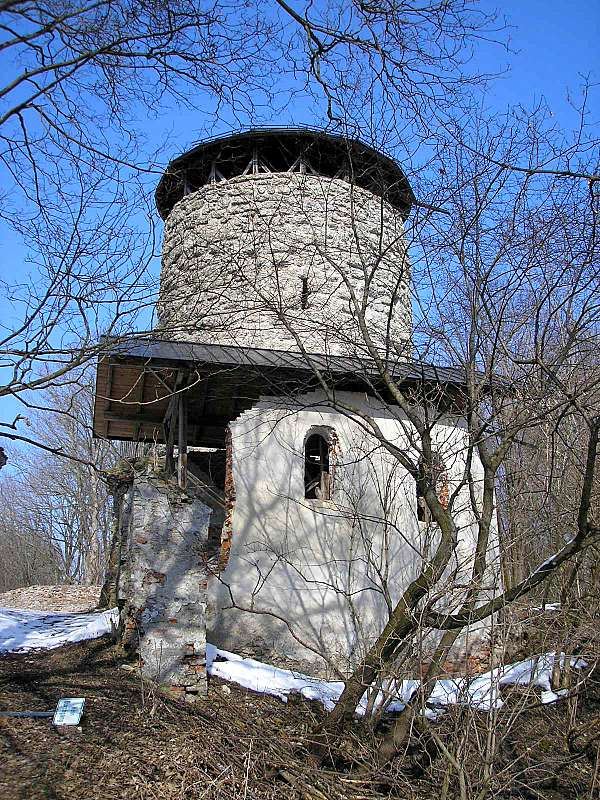
Die Ruine der Burgkapelle mit dem Bergfried

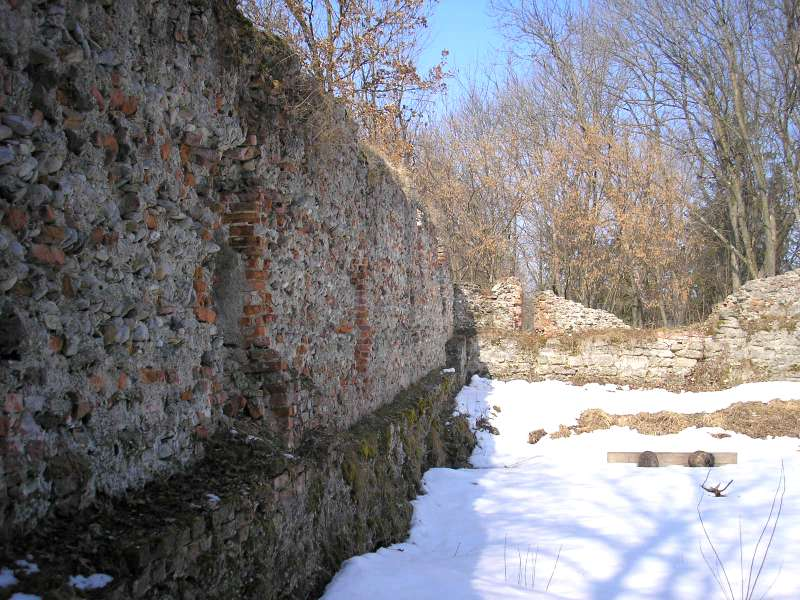
Die Reste des Herrenhauses nach Norden

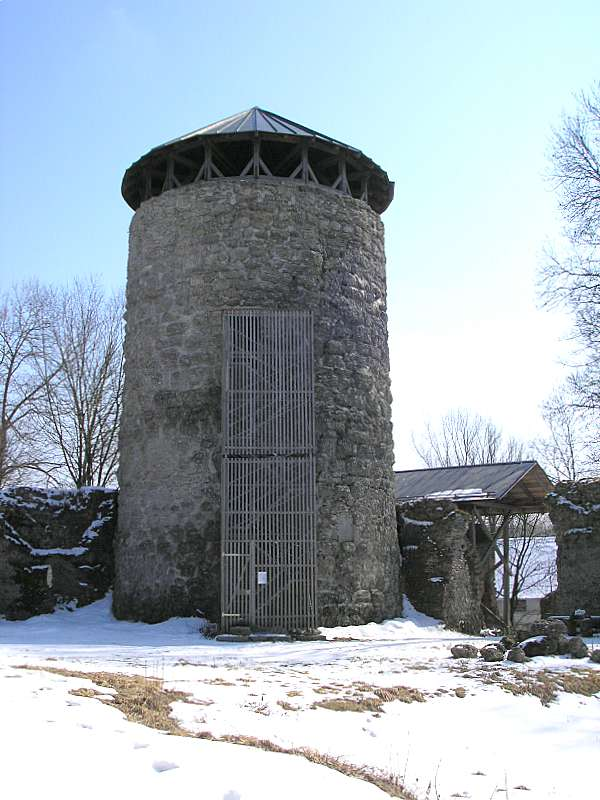
Der Bergfried von Westen

Die Burg liegt über dem Lech am Rand der Hochfläche. Die rechteckige Hauptburg wird im Norden und Osten durch ein eindrucksvolles, doppeltes Grabensystem geschützt. Im Süden trennt ein einfacher Halsgraben Haupt- und Vorburg. Die Vorburg wird durch einen weiteren Außengraben vom Gelände abgesondert.
Heute betritt man die Burgruine auf der Nordseite über einen aufgeschütteten Damm, der gute Einblicke in das Grabensystem gewährt. Das Plateau der Hauptburg wird von den Außenmauern des ehemaligen Schlosses umlaufen. Über dem Sockel aus Nagelfluh hat sich noch ein Obergeschoss aus Backstein erhalten. Der Innenhof ist mit Lechkieseln gepflastert, die aber weitgehend unter einer dünnen, grasbewachsenen Erdschicht verborgen liegen. Im Osten führen Treppenstufen in die ehemaligen Kellerräume, die aber aus konservatorischen Gründen verfüllt werden mussten.
Im Südosteck erhebt sich der mächtige romanische Bergfried. Der Rundturm aus großen Nagelfluhquadern wurde in den letzten Jahrzehnten vom Schutt befreit und teilweise ergänzt. Er wird wie andere Bergfriede im südbayerischen Raum auch als Römerturm bezeichnet und hat bei einem Durchmesser von 9 Metern eine Höhe von etwa 18 Meter. Die rundbogige Einstiegsöffnung in etwa 8 Meter Höhe ist heute über ein Stahlgerüst erreichbar. Der Turm kann nach vorheriger Anmeldung in Landsberg als Aussichtsturm bestiegen werden. Die Aussicht auf die Lechebene und die Alpenkette ist allerdings weitgehend durch hohe Bäume beeinträchtigt.
Das ursprüngliche Haupttor der mittelalterlichen Burg lag sicherlich auf dieser Seite und war durch die große Vorburg und den Bergfried gesichert. Zur Nutzung als Jagdschloss wurde der Eingang auf die andere Seite verlegt. An Stelle des heutigen Dammes führte damals offenbar (Wening) eine Holzbrücke über den Graben.
Das Herrenhaus stand im Westen direkt über dem Steilabfall. Im Osten war das Gesindehaus direkt an den Bergfried angebaut (Giebelansatz erkennbar). Zwischen der Haupt- und der Vorburg liegen die Ruinen der romanisch-gotischen Burgkapelle, die erst nach dem Zweiten Weltkrieg zerstört wurde.
Das Jagdschloss des 18. Jahrhunderts ist durch eine Ansicht Michael Wenings (1726) gut dokumentiert. Der Kupferstich zeigt das Schloss aus Nordosten in der Vogelschau. Um die Hauptburg zog sich ein schmaler Zwinger mit einigen rechteckigen Türmen. Die lang gestreckten Gebäude trugen einfache Satteldächer, der Bergfried einen hohen Helm. Gut erkennbar sind die doppelte Grabenanlage und der Chor der Kapelle.
Diese Kapelle war noch bis in die Nachkriegszeit gut erhalten. Der ursprünglich romanische, dem Heiligen Erasmus geweihte Bau wurde in gotischer Zeit aufgestockt und erweitert. Später barockisierte und stuckierte man das kleine Gotteshaus (Wessobrunner Meister).
Um 1960 löste sich ein Nagelfluhquader aus dem Mauerverband des nebenstehenden Bergfriedes und durchschlug das Dach der Kapelle. In der Bevölkerung halten sich allerdings bis heute Gerüchte, einige Burschen aus der Umgebung hätten hier gegen Bezahlung etwas nachgeholfen. Dem Eigentümer soll der Bauunterhalt lästig geworden sein. Später stürzte das Gewölbe vollständig ein. Anlässlich der Instandsetzung der Burg wurden die Ruine durch ein Notdach geschützt und die Reste der Stuckaturen aus dem Schutt geborgen.
Die Ruine ist heute Eigentum des Landkreises Landsberg am Lech und frei zugänglich. Die Vorburg ist in Privatbesitz und dient als landwirtschaftlicher Gutsbetrieb.
Etwa zwei Kilometer südlich der Burg sind auf dem Lechhofufer die Erdwerke von zwei vor- bis hochmittelalterlichen Befestigungsanlagen erkennbar (Schanzen im Westerholz). Ein weiterer Burgstall nördlich von Haltenberg wurde größtenteils mit dem Gutsbetrieb Lichtenberg überbaut.